# Nickelodeon
Nickelodeon (gọi tắt là Nick, tên gốc là Pinwheel) là một kênh truyền hình cáp và truyền hình vệ tinh của Mỹ thuộc sở hữu của Viacom Media Networks, trực thuộc tập đoàn Viacom. Đối tượng khán giả chủ yếu của kênh này là thiếu niên độ tuổi từ 8 tới 17, ngoài ra còn có các chương trình giáo dục cho trẻ từ 2-8 tuổi vào mỗi buổi sáng. Chương trình chính của kênh này là các sê-ri phim truyền hình lần đầu công chiếu cùng các chương trình của bên thứ ba. 
Tới tháng 2/2015, Nickelodeon đã có mặt trên 94,7 triệu thuê bao truyền hình trả tiền tại Hoa Kỳ.

## Lịch sử
Tiền thân của nó là kênh QUBE bắt đầu phát sóng từ tháng 1/1977, khi Công ty Cáp Warner vận hành tuyến cáp thứ hai của họ ở Columbus, bang Ohio. Kênh này phát sóng mỗi ngày từ 7h sáng tới 9h tối. Cho tới ngày từ ngày 1/4/1979 thì Nickelodeon chính thức lên hình trên hệ thống cáp của Warner và phát qua vệ tinh trên RCA Satcom-1.

## Chương trình phát sóng
Các chương trình của Nickelodeon là chủ yếu dành cho lứa tuổi bắt đầu và đang ở tuổi teen. Gồm các chương trình hoạt hình và các series sitcom. Các bộ phim tiêu biểu như Tuổi Ô Mai (Mortified), Cẩm Nang Của Net, Đội Săn Quái Vật, Tôi Là Frankie,...

## Kênh quốc tế
Trong khoảng 1993-1995, kênh này đã mở rộng phát sóng sang Vương quốc Anh, Úc và Đức, sau đó lan rộng sang tới 70 quốc gia. Từ giữa những năm 1990, Nickelodeon đã tiến hành đặc trưng hóa về ngôn ngữ và văn hóa để phát sóng tại Châu Âu, Châu Á và Châu Đại Dương. Ở châu Á, kênh đã phát sóng tại các quốc gia và vùng lãnh thổ: Philippines, Trung Quốc Đại lục, Đài Loan, Hồng Kông, Đông Nam Á, Hàn Quốc, Nhật Bản, Ấn Độ, Indonesia, Việt Nam và Pakistan.
Tại Việt Nam, kênh YouTV (HCATV2) phát sóng các chương trình của Nickelodeon vào khung giờ Nick & You lúc 15h00 - 18h00 hàng ngày và khung giờ Teennick trên kênh HTV3-DreamsTV lúc 20h-21h từ thứ hai đến thứ sáu hàng tuần. Trước đây, kênh Nickelodeon từng phát sóng trên truyền hình cáp SCTV, HTVC và truyền hình vệ tinh VTC. 